# Psychotria bangueyensis
Psychotria bangueyensis är en måreväxtart som beskrevs av Elmer Drew Merrill. Psychotria bangueyensis ingår i släktet Psychotria och familjen måreväxter. Inga underarter finns listade i Catalogue of Life.